# Ipredator
Ipredator est un service payant proposé par les créateurs du site de téléchargement The Pirate Bay.
Ce service permet aux internautes un anonymat total sur Internet durant leurs activités sur le Net, en jumelant deux technologies de réseau informatique : Connexion VPN, Serveur Proxy
,

## Histoire
Ce service d'origine suédoise, a été lancé dans l'optique de contrer définitivement la surveillance des internautes par certains pays (France, Suède, États-Unis) ayant voté des lois autorisant la surveillance du réseau Internet (IPRED-lagen en Suède, ou la  Haute Autorité pour la diffusion des œuvres et la protection des droits sur internet en France, etc.) sous la pression de lobbies de la production cinématographique ou musicale (RIAA, SNEP, SCPP, SACEM, Universal, Warner, EMI et Sony).
Le nom même du service est un jeu de mots avec l'acronyme de la directive européenne Directive sur le respect des droits de propriété intellectuelle (IPRED en anglais), le terme « IP » (l'adresse IP), et « Predator », prédateur.
Depuis le 2 juillet 2009, le service est disponible au grand public.
Le 12 août 2009, les invitations pour le test de la version bêta ont été envoyées à ceux qui ont entré leur adresse e-mail dans le formulaire d'inscription de la version bêta. En outre, la page d'accueil a changé pour refléter la version bêta. Le coût est 15€ / 149sek pour 3 mois.
Le service utilise le protocole PPTP (pris en charge nativement sous XP, Vista, Windows 7, OS X et Linux grâce à l'utilisation de PPTP-linux) pour créer le tunnel de connexion vers les serveurs (vpn.ipredator. ce qui résout de multiples adresses IP) situés en Suède.
Le 14 septembre 2009, Ipredator "The Second Batch" (« Le deuxième lot ») est devenu disponible pour l'utilisation publique.
Le 28 novembre 2009, Ipredator est devenu accessible au public et est sorti de la phase bêta. Cela a été fait pour contrecarrer le service de renseignement suédois FRA qui a commencé à écouter le trafic Internet passant les frontières suédoises depuis le 1er décembre 2009. Pour refléter cet état de fait, The Pirate Bay a changé son logo le 1er décembre 2009 pour une image du jeu Mike Tyson's Punch-Out! représentant FRA avec les traits de Glass Joe qui est un adversaire notoirement facile du jeu. L'image était liée à Ipredator.se avec le message "FRA vs Ipredator - It's on!"
Le site accepte désormais les paiements via PayPal en plus des paiements par carte bancaire (Visa / Mastercard) via le système de AlertPay. Le prix du service est uniquement payable en couronnes suédoises (149 SEK) ; le coût réel en euros varie donc selon le taux de change.